# Heinrich Schlüter (Kaufmann)
Heinrich Schlüter, mittelniederdeutsch auch Hinrich Slüter (* 1593 in Schwerin; † 26. Mai 1654 in Lübeck) war ein deutscher Kaufmann.

## Leben
Heinrich Schlüter stammte aus einer Familie von Kaufleuten, die als Bergenfahrer mit Norwegen Handel trieben. Mehrere Vertreter der Familie waren Ältermänner der Bergenfahrer geworden. Schlüter war im Handel mit Oberdeutschland aktiv. Gelegentlich handelte er auch mit Landgütern im Umland. Friedrich Schlie berichtet von einer kurzen Zeit als Besitzer von Neuenkirchen bei Zarrentin am Schaalsee. Schlüter war Wahl-Herr und Vorsteher des St.-Annen-Klosters.
Er war zunächst verheiratet mit Margareta, geb. Mecklenburg, dann mit Anna Margaretha, geb. Hunnius (* 11. August 1625; † 17. Oktober 1660), einer Tochter des Superintendenten Nikolaus Hunnius. Sie heiratete in zweiter Ehe 1656 den Bürgermeister Johann Ritter.

### Sohn
Aus der ersten Ehe mit Margareta Mecklenborg hatte er den einzigen Sohn Johann (1623–1646), der, in der Ausbildung in bei dem Nürnberger Kaufmann Johann Doppelmayr befindlich, auf einer Reise Richtung Brennerpass am 14. Februar 1646 bereits südlich von Nürnberg im heutigen Landkreis Roth samt seiner bewaffneten Reisegesellschaft angegriffen und Opfer eines Raubmordes wurde. Johann Schlüter wurde gleich nach seinem Tod nach Nürnberg gebracht und am 19. Februar auf dem dortigen Johannisfriedhof beigesetzt. Eine Leichenpredigt des Pfarrers Wolfgang Jacob Dümler wurde in Nürnberg gedruckt.

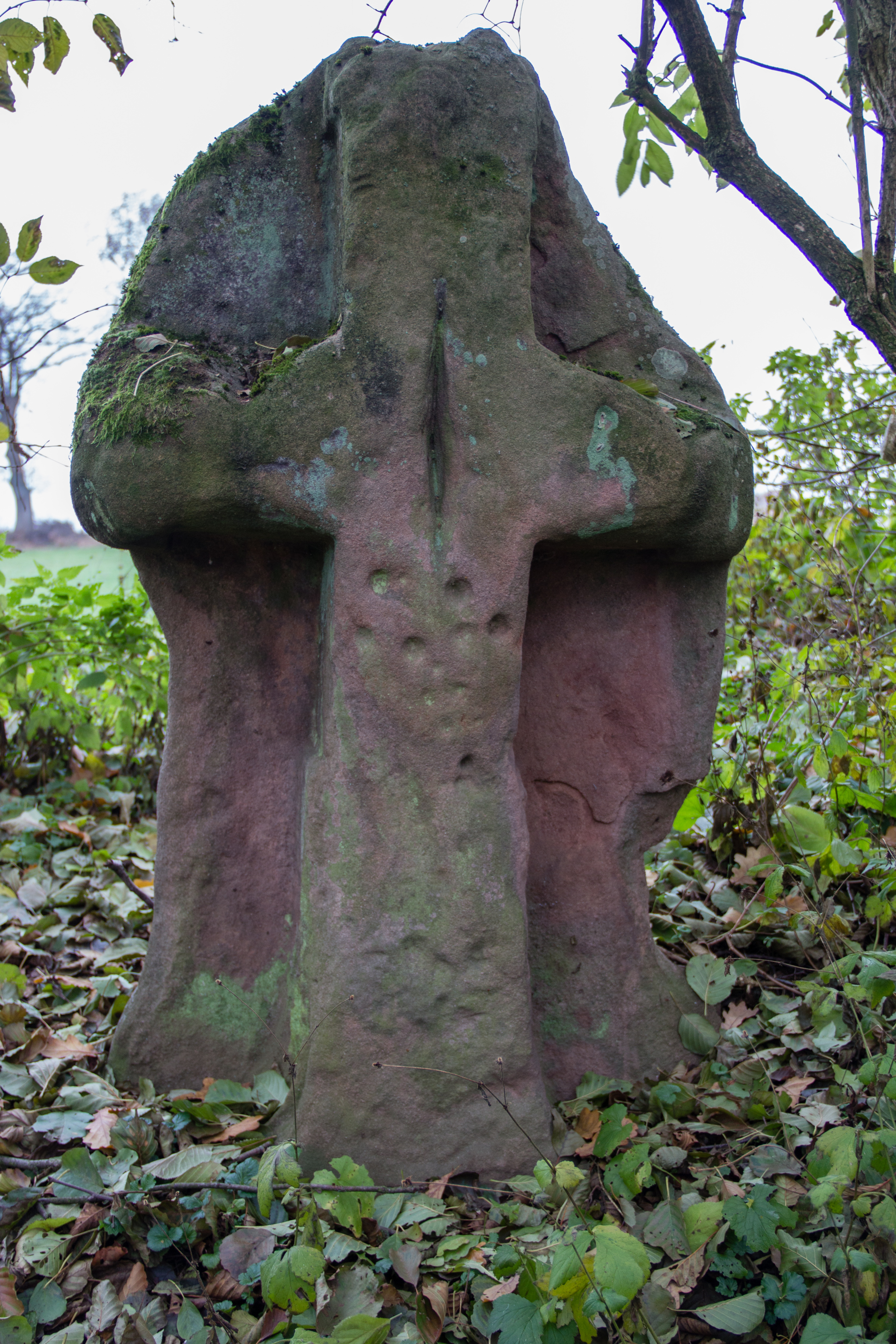
Steinkreuz für Johann Schlüter in Mindorf

Am Ort des Überfalls in Mindorf wurde ihm von seiner Familie ein Erinnerungskreuz aus Sandstein im Stil eines mittelalterlichen Sühnekreuzes gesetzt. Für das Grab in Nürnberg auf dem 1644 erweiterten Johannisfriedhof (in der Nordmauer zur Johannisstraße) bot Johann Doppelmayr alles auf, was zu seiner Zeit in Nürnberg gut und teuer war; es entstand eine spektakuläre Grabanlage, die in keinem Verhältnis zu dem sozialen Rang des dort bestatteten Kaufmannsgehilfen stand. In die Planung der Grabanlage einbezogen war der Architekt und Zeugmeister Johann Carl. Das Germanische Nationalmuseum verwahrt eine Entwurfszeichnung von ihm. Der Rotgießer Johann Wurzelbauer besorgte die Metallarbeiten des Epitaphs und der Bildhauer Georg Schweigger lieferte eine Büste des Verstorbenen. Der Maler Michael Herr schuf 1646 ein bereits bei Joachim von Sandrart erwähntes, monumentales zweiteiliges Gemälde auf Kupfer, welches auf dem heute noch vorhandenen und unübersehbaren Grabmal bis 1831 nachweisbar ist. Es zeigte unten die Tat und im oberen Teil das Jüngste Gericht mit der Wiederauferstehung des Beigesetzten.

## Grabplatte Heinrich Schlüters

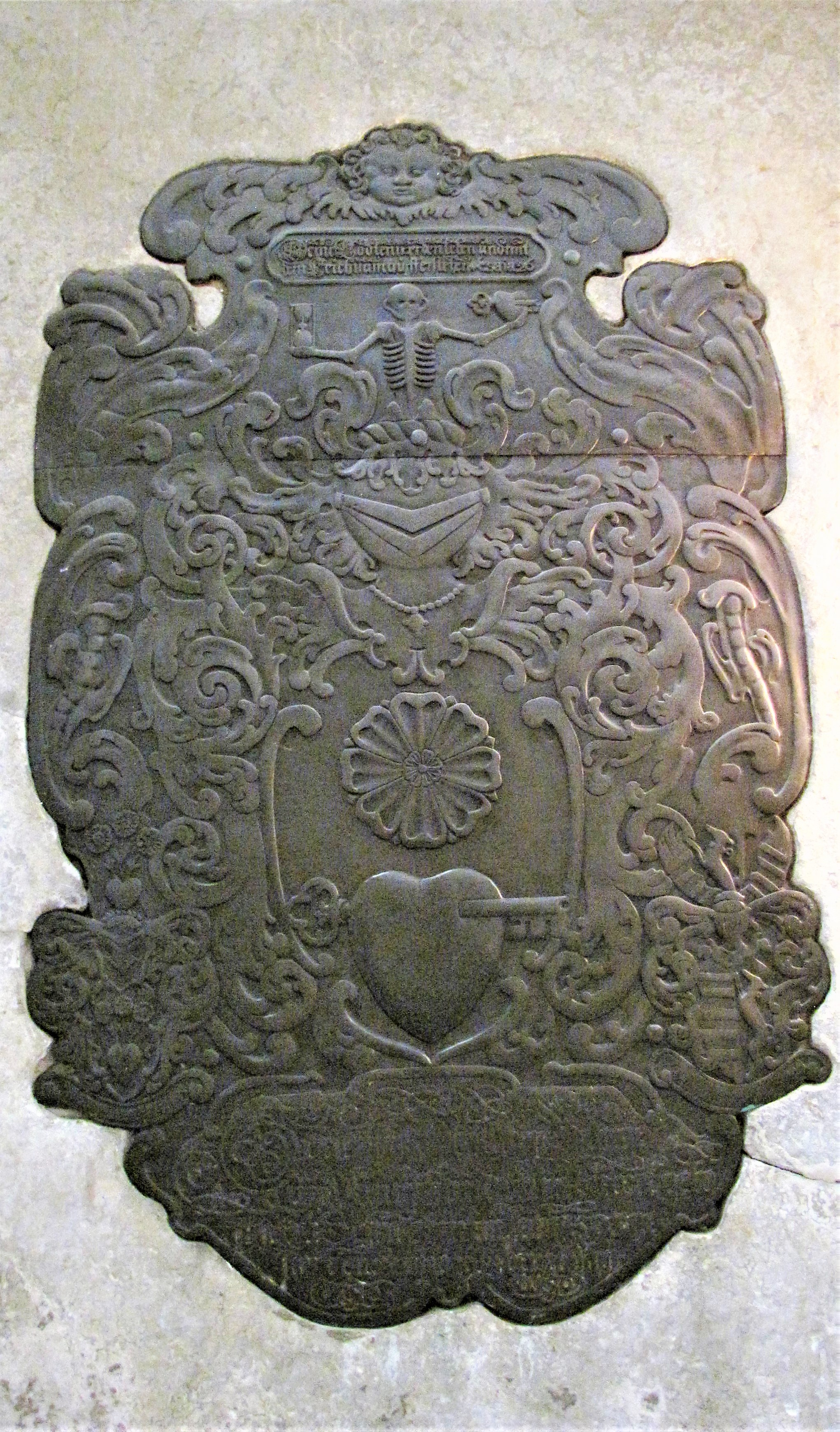
Bronzeeinlage der Grabplatte mit dem Familienwappen Heinrich Schlüters, dem ein Skelett entwächst

Heinrich Schlüter wurde in der Lübecker Marienkirche an prominenter Stelle vor den Stufen zum gotischen Hochaltar begraben. Sein Grab bedeckte eine 3,23 × 1,97 m große Grabplatte aus Sandstein. Eine 2,25 m hohe und 1,42 m breite Bronzeeinlage umfasst in der Mitte das Wappen des Verstorbenen. Es zeigt im Schild oben eine Rose, unten ein von einem Schlüssel durchbohrtes Herz, auf dem Helm ein wachsendes Gerippe mit einem Stundenglas in der Rechten und mit dem vom Schlüssel durchbohrten Herzen in der Linken. Seitlich befinden sich die kleineren Wappen seiner beiden Ehefrauen, von denen das heraldisch rechte im Schild wie auf dem Helme drei aus einem Herzen wachsende Blumen und auf einem Bande die Inschrift Margareta Mecklenborgs zeigt, während das linke im gespaltenen Schild vorne fünf Balken und hinten einen gegen die Teilung aufgerichteten Windhund mit Halsband, auf dem Helme denselben Hund wachsend und die Inschrift Anna Margareta Hunnius aufweist. Den unteren Abschluss der Bronzeeinlage bildet eine Kartusche mit der Inschrift Heinrich Schluter Burger und kauffhandler in Lübeck, geboren zu Schwerin im jahr 1595, gestorben Anno 1654 den 26. May. Den oberen Abschluss bildet eine von einem Cherubkopf überragte Kartusche mit einer Inschrift aus Jesaja 26,19 : Deine Toten werden leben, deine Leichname werden auferstehen.
Die Platte überstand den Luftangriff auf Lübeck 1942. Im Zuge des Wiederaufbaus und der Neugestaltung des Fußbodens verschwanden die meisten Grabplatten unter dem erhöhten Chorraum. Die von Schlüter wurde als eins von nur vier nachreformatorischen Beispielen bewahrt und an der Westwand des südlichen Querschiffes nahe dem Eingang aufgerichtet.